# Философов, Александр Богданович
Алекса́ндр Богда́нович Филосо́фов — участник Отечественной войны 1812 года, командир Тульского оружейного завода (1825—1836), генерал-майор.

## Биография
Александр Богданович Философов происхождением из дворян Ярославской губернии, из старинного дворянского рода Философовых, так называемой старшей его ветви. Военное и общее образование получил во 2-м кадетском корпусе, из которого был выпущен в 1791 году «штык-юнкером, имея 14 лет от роду», как было записано в формулярном списке генерал-майора А. Б. Философова.
Направлен в 1-й фузилерный полк, а чуть позже во 2-й канонирный полк, где пребывал до 1800 года. Далее служил в различных артиллерийских частях Русской императорской армии до 1805 года. В указанном году был причислен к Инженерному корпусу, а с 1806 по 1808 год состоял во 2-м пионерном полку. Участвовал в действительных сражениях: 20 ноября 1805 года под Аустерлицем против французов; в 1807 году против турок при осаде Измаила.
Командир 2-й понтонной роты из состава артиллерии 1-й Западной армии, воевавшей под началом генерала от инфантерии Барклая де Толли. В составе бригады, входившей в 14-ю пехотную дивизию генерал-майора И. Т. Сазонова 1-го пехотного корпуса генерал-лейтенанта П. Х. Витгенштейна, участвовал в Отечественной войне 1812 года и командовал 2-й понтонной ротой в сражении на реке Свольне. Прошёл всю войну на территории России, а затем участвовал в походах против французов до 1815 года.
Дальнейшую послевоенную службу А. Б. Философов проходил в артиллерийских частях Русской императорской армии и к 1825 году в чине полковника командовал 2-й гренадерской артиллерийской бригадой, имея неоднократные Высочайшие благоволения от императора Александра I. В указанном году был назначен командиром Тульского оружейного завода.
На этом посту он сменил генерал-майора Е. Е. Штадена. Руководство ведущим оружейным заводом России является наиболее значимым периодом всей его службы. Дело выделки оружия заводом под командованием А. Б. Философова исправно продолжалось. При этом он сам получил личное Высочайшее благоволение из уст императора Николая I, посетившего завод в сентябре 1826 года. Кроме этого, за личные заслуги в деле руководства заводом он был в апреле 1830 года награждён орденом Святой Анны 1-й степени. Однако опустошительный пожар, случившийся в июне 1834 года и уничтоживший практически весь завод, испортил его безупречную карьеру и пагубным образом сказался на его здоровье. В период 1834—1835 гг. он дважды подвергался наложению взысканий в виде штрафов, которые, однако, по ходатайству инспектора оружейных заводов генерал-лейтенанта Е. Е. Штадена, были исключены из окончательных списков, оформляемых по увольнению в отставку и на основании которых начислялась пенсия. В апреле 1836 года генерал-майор А. Б. Философов был «уволен от службы за болезнию, с мундиром и пенсионом полного оклада», оставаясь до 1837 года исправляющим должность командира завода до передачи дел новому командиру.
Александр Богданович Философов скончался 26 марта 1847 года в Москве и был похоронен на кладбище Донского монастыря. Могила в настоящее время утрачена.

## Награды
- Орден Святой Анны 2-й ст., 23 декабря 1812 г.[12]
- Медаль «В память Отечественной войны 1812 года»[13]
- Орден Святого Георгия 4-й ст. за 25 лет выслуги в офицерских чинах, 12 декабря 1817 г.[14]
- Орден Святого Владимира 3-й ст., 15 декабря 1823 г.[15]
- Орден Святой Анны 1-ст., 6 апреля 1830 г.
- Императорская корона к ордену Святой Анны 1-й ст., 16 июля 1835 г.[16]

## Семья
А. Б. Философов был женат на Александре Никитичне: по одним данным, на представительнице младшей ветви Философовых; по другим данным, изложенным в формулярном списке генерал-майора А. Б. Философова, — на дочери тверского помещика Тулубьева. Сын Александр Александрович Философов — военный и государственный деятель Российской империи, генерал-майор, губернатор Олонецкой губернии.

## Комментарии
1. ↑  Философова Т. Г., Сырцов Д. Н., Сырцова О. Н. Философовы: Путешествия из Костромы в Псков через Москву и Санкт-Петербург или Тысячелетняя история потомственного дворянского рода в лицах. // Под научн. ред. Философовой Т. Г. — М.: Научная книга, 2022—214 с